# Ernest Guillon
Ernest Guillon nait le 25 juin 1882 à Limeray en Indre-et-Loire. En 1922, il est élu à la Commission exécutive de la CGTU et le demeure jusqu'en 1927. Il meurt le 16 novembre 1967 en son domicile dans le 20e arrondissement de Paris.

## Biographie
- avant 1914 : il commence, sans doute, un militantisme syndical.
- 1919 : démobilisé, il devient un militant très actif du syndicat des Employés de l'épicerie de Paris.
- 1920 : il fonde le syndicat des gérants et employés de l'Alimentation de la Seine, dont il devient le secrétaire général. En octobre, le syndicat adhère au mouvement des Comités syndicalistes révolutionnaires (CSR) mis en place par les éléments hostiles à la direction de la CGT. Le mois suivant, candidat des CSR, dont il est membre du Comité central, à la Commission exécutive de la Bourse du Travail de Paris, il n'est pas élu.
- 1921 : il est délégué au congrès de la Fédération nationale des Travailleurs de l'Alimentation, à Lille. Il est élu à la Commission exécutive fédérale et entre à la Commission exécutive des CSR.
- 1922 : il entre à la Commission exécutive de la CGTU, lors de son congrès de fondation, à Saint-Étienne.
- 1923 : il est réélu à ce poste, comme suppléant.
- 1924 : il quitte son métier de garçon d'épicerie pour devenir administrateur délégué et fondé de pouvoir de la coopérative, d'obédience communiste, « La Famille Nouvelle ». Il est, alors, adhérent dans un sous-rayon de la Région parisienne du Parti communiste (PC).
- 1925 : à nouveau réélu, mais comme titulaire, à la Commission exécutive de la CGTU.

## Source
- Dictionnaire biographique du mouvement ouvrier français, Les Éditions de l'Atelier, 1997.